# Louis Motorrad
De Detlev Louis Motorrad-Vertriebsgesellschaft mbH, ook wel Louis Motorrad, is een Duits concern voor de verkoop van motorkleding, -onderdelen en -toebehoren via winkels, webshop en postorder (catalogus). Het hoofdkantoor van het in 1938 opgerichte bedrijf staat in Hamburg.

## Geschiedenis
Het bedrijf werd in 1938 door Walter Lohmann opgericht. In 1946 stapte Detlev Louis in de zaak. Kort daarna werd de naam gewijzigd in het huidige Detlev Louis Motorrad-Vertriebsgesellschaft mbH. Op dat moment telde het bedrijf vier werknemers en handelde het bedrijf in brommers en motoren van de merken Heinkel en Adler. Daarnaast werd in de werkplaats onderhoud gepleegd.
In 1960 trok de firma in een nieuw gebouwde winkel met werkplaats aan de Rentzelstraat in Hamburg, in de buurt van de televisietoren. Daarmee opende de grootste motorzaak van Duitsland z’n deuren. De eerste postordercatalogus verscheen in 1967, met vooral leren motorkleding en wat motortoebehoren. In de winkel werd het aanbod aan motormerken uitgebreid met BSA, BMW en Matchless, in 1968 kwam daar Honda bij. Een jaar later werd Louis ook importeur voor Duitsland van Kawasaki. In de jaren zeventig en tachtig  kwam daar nog de import van de Italiaanse merken Laverda en Malaguti bij.
De leiding van het bedrijf werd in 1977 uitgebreid met Günther Albrecht en in 1981 met Stephan Louis, de zoon van Detlev Louis. Beiden werden directeur-aandeelhouder. In deze jaren groeide het bedrijf verder: administratie, winkel, opslag en werkplaatsen verhuisden naar een gebouw aan de Süderstrasse, waar nu nog steeds (2017) een winkel te vinden is. Het eerste filiaal buiten Hamburg opende in 1981 in Hannover de deuren. Sindsdien is er sprake van een gestage groei van het aantal filialen in Duitsland, Oostenrijk en inmiddels ook Zwitserland. In 2017 telt het bedrijf meer dan 80 filialen met elk minstens 2400 m² vloeroppervlak.
Omdat de verkoop van motorkleding en motortoebehoren steeds belangrijker werd, besloot Louis begin jaren negentig te stoppen met de verkoop van motoren. Administratie en opslag verhuisden 1991 naar een nieuw logistiek centrum aan de A25 in Hamburg-Allermöhe. In de jaren daarna werd regelmatig uitgebouwd, zodat het huidige logistieke centrum meer dan 50.000 m² groot is.
Naast de winkel- en postorderverkoop begon Louis in 1997 met een webshop. De online-verkoop zorgt nu voor ruim 20% van de omzet.
In oktober 2012 overleed Detlev Louis op 93-jarige leeftijd. Hij is de naamgever van het bedrijf en was tot aan zijn dood directeur. 
Met de start van een onlineshop voor Frankrijk in 2014 richtte Louis zich ook op niet-Duitstalige klanten en in 2016 werd het eerste filiaal in Zwitserland geopend. Inmiddels werken bij Detlev Louis meer dan 1700 mensen. Het concern is in februari 2015 overgenomen door Warren Buffet via zijn firma Berkshire Hathaway voor ca. 400 miljoen US-dollar.

## Verkoopstructuur
Het bedrijf heeft tachtig filialen in Duitsland, Oostenrijk en Zwitserland met een totale oppervlakte van meer dan 30.000 m². Het omvat een postorderbedrijf met jaarlijks een catalogus, folders en nieuwsbrieven via e-mail en verkoop via een internetshop. Het distributie- en opslagcentrum in Hamburg-Allermöhe heeft meer dan 50.000 m² vloeroppervlak.

## Assortiment en  eigen merken
Het assortiment omvat meer dan 35.000 artikelen. Naast kleding voor motor-, brommer- en quadrijdersbrommer ook outdoorartikelen (bijv. tenten, campingtoebehoren), rugzakken en motortassen), cadeau-artikelen (bijv. metalen wandborden, kant-en-klare modellen, speelgoed, boeken en dvd’s) en technische artikelen (zoals motornavigatiesystemen, communicatiesystemen & headsets, gereedschap, sloten, motoraanbouwonderdelen, motorliften, oliën en smeermiddelen, slijtonderdelen, middelen voor reiniging en onderhoud, reserveonderdelen)

## Onderscheidingen
- 2002: Testwinnaar postorderbedrijven door het tijdschrift Motorrad, Reisen & Sport
- 2004/2005: World of Bike Award voor de onlineshop
- 2004: ComputerBild (13/2004) testresultaat 'goed' voor de onlineshop
- 2015: Testwinnaar in de vergelijkende test van 9 onlineshops door het tijdschrift Tourenfahrer (uitgave 12/2015)
- In het tijdschrift Motorrad:
  - 2000: beste totaalresultaat in de postordertest
  - Best Brand Award (beste filiaalketen) in de jaren 2006 tot en met 2017
  - 2010: Motorrad „Top-Shop”-onderscheiding als beste onlineshop voor motorkleding met het resultaat “voortreffelijk”
  - 2015: Winnaar in de test „Beste onlineshop”
- Uitgereikt door de branche-informatiedienst, Der Versandhausberater, van de uitgeverij FID Verlags GmbH en het Bundesverband des Deutschen Versandhandels e.V. (bvh):
  - 2011: Lifetime Award voor Detlev Louis (persoonlijk)
  - 2011: „Versender des Jahres 2011”
- In het tijdschrift Mopped:
  - 2001: Bestes totaalresultaat in de postordertest
  - 2007: Winnaar in de test „Service en advisering in de motorkledinghandel”